# جاكسون خوري
جاكسون حبيب خوري (من مواليد 13 أكتوبر 2002) هو لاعب كرة قدم محترف يلعب كمهاجم لنادي تاكوما ديفاينس في الدوري الأمريكي لكرة القدم. ولد في أستراليا، ولعب لصالح منتخب لبنان.

## بداية حياته
وُلِد خوري في بولكهام هيلز، نيو ساوث ويلز، إحدى ضواحي سيدني الغربية، أستراليا، وهو الأكبر بين ثلاثة أشقاء لأم أسترالية وأب لبناني.

## المسيرة الكروية

### بداية مسيرته المهنية
بدأ خوري مسيرته الكروية مع سيدني يونايتد في الدوري الوطني الممتاز في ولاية نيو ساوث ويلز، وتم اختياره كنجم بارز في يوليو 2021. سجل في المباراة النهائية ضد روكديل إيليندين في أكتوبر 2020 وساهم في فوز يونايتد 4-3 في ركلات الترجيح بعد التعادل 3-3 في الوقت الأصلي.
انضم خوري لاحقًا إلى أكاديمية سنترال كوست مارينرز، التي لعبت في دوري نيو ساوث ويلز الأول، في عام 2022. لعب في المباراة النهائية الكبرى التي خسرها الفريق بنتيجة 2-1 أمام سانت جورج سيتي في مركز سيدني يونايتد الرياضي في 3 سبتمبر 2022. وعلى الرغم من الخسارة، فقد صعد فريق مارينرز إلى الدوري الوطني الممتاز.

### نادي تورمينتا لكرة القدم
في فبراير 2023، وقع خوري عقدًا لمدة عامين، مع خيار التمديد لمدة عام، مع نادي تورمينتا إف سي الأمريكي في دوري الدرجة الأولى الأمريكي. بعد تسجيله سبعة أهداف وستة تمريرات حاسمة في 31 مباراة في موسمه الأول، تم اختيار خوري كأفضل لاعب شاب في دوري الدرجة الأولى الأمريكي في نوفمبر 2023،، وبعد ذلك، حصل على جائزة تورمينتا لأفضل لاعب جديد في ديسمبر 2023. كانت مساهماته في الأهداف الـ13 هي ثالث أعلى رقم مشترك للاعب في موسمه الأول في تاريخ الدوري.

### تاكوما ديفاينس
في 9 ديسمبر 2024، أُعلن أن خوري سينضم إلى فريق تاكوما ديفاينس، أحد فرق دوري كرة القدم الأمريكية للمحترفين، قبل موسم 2025.

## المسيرة الدولية
مؤهل لتمثيل لبنان من جهة والده، تم استدعاء خوري إلى المنتخب الوطني اللبناني لمعسكر تدريبي محلي في بيروت من 19 ديسمبر إلى 28 ديسمبر 2023. كان هذا استعدادًا لكأس آسيا 2023، التي ستبدأ في 14 يناير 2024. ومع ذلك، لم يكن خوري مدرجًا في التشكيلة النهائية.
في مارس 2024، تم استدعاء خوري إلى تشكيلة المنتخب اللبناني لمباريات تصفيات كأس العالم 2026 لكرة القدم ضد وطنه أستراليا. شارك خوري لأول مرة على المستوى الدولي في 26 مارس، بعد غيابه عن المباراة الأولى في ملعب غرب سيدني، كبديل في وقت متأخر من المباراة التي خسرها المنتخب الأسترالي 5-0 أمام منتخب أستراليا في ملعب كانبيرا.

## إحصائيات المهنة

### دولي
آخر تحديث المباراة لعبت في 26 مارس 2024
.
| المنتخب الوطني | سنة     | التطبيقات | الأهداف |
| -------------- | ------- | --------- | ------- |
| لبنان          | 2024    | 1         | 0       |
| المجموع        | المجموع | 1         | 0       |

## روابط خارجية
- جاكسون خوري  على سكروي